# باول ماريوس مارتن
باول ماريوس مارتن (بالفرنسية: Paul Marius Martin)‏ هو متخصص في اللغة اللاتينية فرنسي، ولد في 6 يونيو 1940 في قديل في الجزائر.